# Direction de la législation fiscale
Vous pouvez aider à l'améliorer ou bien discuter des problèmes sur sa page de discussion.
- Il ne cite pas suffisamment ses sources. Vous pouvez indiquer les passages à sourcer avec {{référence nécessaire}} ou {{Référence souhaitée}}, et inclure les références utiles en les liant aux notes de bas de page. (Marqué depuis janvier 2025)
- Certaines informations devraient être mieux reliées aux sources mentionnées dans la bibliographie ou les liens externes. Améliorez sa vérifiabilité en les associant par des références. (Marqué depuis janvier 2025)
- Son texte doit être wikifié : il ne correspond pas à la mise en forme Wikipédia (style, typographie, liens internes, liens entre les wikis, etc.). (Marqué depuis janvier 2025)

- Archive Wikiwix
- Bing
- Cairn
- DuckDuckGo
- E. Universalis
- Gallica
- Google
- G. Books
- G. News
- G. Scholar
- Persée
- Qwant
- (zh) Baidu
- (ru) Yandex
- (wd) trouver des œuvres sur Wikidata

La direction de la législation fiscale (DLF) est une direction d’administration centrale du ministère français de l’économie et des finances chargée de concevoir la politique fiscale de la France. Elle fait partie de la direction générale des Finances publiques (DGFiP).
La DLF a pour missions de concevoir et élaborer, pour le compte du Gouvernement, les textes législatifs et réglementaires relatifs à la fiscalité ainsi que les instructions générales interprétatives nécessaires à leur application, et de représenter le ministère dans les négociations internationales en matière fiscale. Au titre de la mission de conception des textes législatifs et réglementaires, la DLF est notamment chargée de préparer les projets de lois et de décrets ayant une incidence sur la politique fiscale, notamment la partie des lois de finances relative aux recettes (avec la direction du budget) et l’ensemble des textes modifiant le code général des impôts.
Créée en 1977 sous la forme du service de la législation fiscale (SLF), directement rattaché au ministre, elle devient une direction en 1998 et est alors incluse dans la direction générale des impôts (DGI), laquelle est ensuite intégrée à la DGFiP en 2008. Fin 2024, la DLF compte environ 200 agents, tous en activité sur le site de Bercy.

## Missions
Les principales missions de la DLF sont définies par le décret de 2008 instituant la direction générale des finances publiques (DGFiP). Aux termes de ce décret, la DLF « conçoit et élabore les textes législatifs et réglementaires relatifs à la fiscalité ainsi que les instructions générales interprétatives nécessaires à leur application » et « représente le ministère dans les négociations internationales en matière fiscale ». Ces attributions donnent lieu à plusieurs catégories de missions dont les principales sont : la préparation des lois de finances, l’assistance au Gouvernement pour leur adoption, l’élaboration des normes fiscales internationales, la construction d’une doctrine fiscale administrative, l’instruction des agréments fiscaux et la participation à des missions de réflexion sur la fiscalité, ,.
La DLF est donc impliquée dans la totalité du processus d’élaboration et d’application des règles de droit fiscal, ce qui en fait un service administratif considéré comme puissant et bénéficiant d’une expertise technique importante,,.

### Préparation et adoption des lois de finances
Ainsi que son nom l’indique, la DLF a pour principale mission d’élaborer la législation fiscale ainsi que les actes réglementaires nécessaires à son application.
Depuis une circulaire de 2010, les modifications de la loi fiscale relèvent en principe exclusivement des lois de finances (initiales ou rectificatives), de sorte que la DLF joue un rôle central dans l’élaboration de ces lois. La DLF travaille alors en lien avec la direction du budget (DB), qui pilote l’élaboration du budget de l’État, et la direction générale du Trésor, qui établit le cadrage macroéconomique. Elle est également associée à la direction de la Sécurité sociale (DSS) pour l’élaboration de certaines mesures relatives aux impôts affectés à la Sécurité sociale.
Dans ce contexte, elle commence par établir une première ébauche des dispositions de finances à partir des mesures demandées par les ministres chargés de l’économie et du budget et proposées par les administrations. Elle procède à un « appel des textes » auprès des différentes administrations du ministère de l’économie et des finances et des autres ministères. En particulier, les autres services de la DGFiP chargés de la liquidation et du recouvrement de l’impôt ainsi que du contrôle fiscal peuvent être à l’origine de certaines propositions visant à clarifier des dispositions dont la mise en œuvre s’avère complexe ou concernant les modalités pratiques de collecte des informations nécessaires au calcul de l’assiette fiscale. En principe, tout projet de modification de la loi émanant d’une autre administration et ayant des incidences fiscales (en particulier, tout texte modifiant le code général des impôts ou le code des impositions sur les biens et services) fait l’objet d’une expertise par la DLF, à l’exception de certains impôts affectés à la Sécurité sociale. La DLF peut également prendre l’initiative de certaines propositions. Cette préparation est réalisée, conformément aux articles 20 et 47 de la Constitution, sous l’autorité du Gouvernement.
Comme pour tout projet de loi, la consultation du Conseil d’État est obligatoire avant l’adoption par le Gouvernement des projets de loi de finances. Certains agents de la DLF jouent alors le rôle de commissaires du gouvernement, c’est-à-dire qu’ils représentent l’administration lors des phases successives des travaux du Conseil d’État. La DLF prépare ensuite un dossier de présentation technique à la presse des mesures fiscales du projet de loi de finances.
Au cours de l’examen parlementaire, la DLF dispose de plusieurs rôles : elle fournit les renseignements demandés par les rapporteurs du Parlement, elle prépare les positions du Gouvernement sur les amendements déposés par les parlementaires (examen de l’impact de l’amendement, analyse de sa recevabilité financière, détermination d’une proposition de suite à donner à l’amendement) ainsi que d’éventuelles modifications tardives du projet de loi de finance sous la forme d’amendements gouvernementaux. Les agents de la DLF sont par ailleurs chargés de préparer les éléments permettant aux ministres de défendre le projet de loi devant le Parlement ; certains d’entre eux sont chargés de l’accompagner au banc. Compte tenu du niveau élevé de technicité du droit fiscal et de l’expertise technique dont bénéficie la DLF, celle-ci, et par extension le pouvoir exécutif auquel elle est rattachée, jouent un rôle important dans le processus d’adoption de la loi de finances. Certains auteurs considèrent que ce rôle nuance celui du Parlement, affirmé par la l’article 14 de la déclaration des droits de l'homme et du citoyen de 1789 et l’article 34 de la Constitution (principe de légalité de l’impôt).
Enfin, à la suite de l’examen par le Parlement, la DLF est chargée d’élaborer les projets d’argumentaires transmis par le Gouvernement au Conseil constitutionnel dans le cadre du contrôle de constitutionnalité des dispositions fiscales. Ces argumentaires sont préparés en lien avec la direction du budget et le secrétariat général du Gouvernement (SGG).
Certaines dispositions fiscales adoptées peuvent nécessiter des mesures réglementaires d’application, c’est-à-dire des décrets venant préciser la loi. Tous ces textes sont préparés par la DLF, en concertation avec les autres administrations susceptibles d’être concernées. Lorsque la consultation du Conseil d’État est obligatoire, les agents de la DLF jouent le rôle de commissaires du Gouvernement dans les mêmes conditions que pour les projets de loi de finances.

### Participation à l’élaboration des normes fiscales internationales
Elle représente la France dans les négociations fiscales au niveau de l'Union européenne et de l'Organisation de coopération et de développement économiques (OCDE). Elle mène les négociations sur les conventions fiscales internationales et assure leur suivi,.

### Construction de la doctrine fiscale administrative
Elle renseigne également les services de contrôle fiscal ou du contentieux sur l’interprétation de la loi fiscale et se prononce sur les questions d’application de la norme fiscale dont elle est saisie par des contribuables ou par leur conseil, notamment par la voie du rescrit. Elle évalue le coût des mesures fiscales et établit les rapports d'information présentés par le Gouvernement au Parlement sur l'application de certaines dispositions fiscales. Elle propose des réponses aux questions des parlementaires sur l'évolution de la fiscalité et les difficultés éventuelles que soulève son application.

## Organisation

### Positionnement
La DLF est rattachée à la direction générale des finances publiques. Ce rattachement a des conséquences en particulier en matière de fonctionnement (ressources humaines, logistique). Il fait parfois l’objet de critiques en ce qu’il conduirait, lors de la conception de la loi fiscale, à une internalisation des contraintes techniques rencontrées par la DGFiP. Toutefois, selon Antoine Magnant, ancien directeur général adjoint des finances publiques, la DLF « jouit dans les faits d’une très large indépendance de pensée et de propositions ».

### Organigramme
La DLF se caractérise par une organisation légère d’environ 200 agents, articulée autour de deux bureaux directement rattachés au directeur et de cinq sous-directions.

#### Bureau «synthèse et coordination» (A)
Le bureau de synthèse, directement rattaché au directeur, assure la coordination de l’élaboration des textes législatifs et réglementaires et examine la constitutionnalité et la compatibilité au regard du droit européen des aides d’État des dispositions envisagées en matière fiscale. Composé d’une trentaine d’agents, dont la majorité est de catégorie A, le bureau de synthèse de la DLF est placé sous l’autorité directe du directeur.

#### Bureau «chiffrages et études statistiques» (CES)
Le bureau des chiffrages et études statistiques, également placé sous l’autorité directe du directeur, évalue l'incidence budgétaire des modifications de la fiscalité dès leur phase de conception. Il est chargé de la rédaction du document annexé au projets de loi de finance (« Voies et Moyens, tome 2 ») relatif aux dépenses fiscales, de l’évaluation de leur coût, ainsi que d’études statistiques en matière fiscale. Il contribue à l’élaboration du rapport sur l’impact environnemental du budget de l’État au titre de l’évaluation des dépenses fiscales et de leur caractère plus ou moins favorable à l’environnement.

#### Sous-direction «fiscalité directe des entreprises» (B)
La sous-direction "fiscalité des entreprises" élabore les règles d'assiette de la fiscalité directe des entreprises concernant l'impôt sur les sociétés et l'impôt sur le revenu (bénéfices industriels et commerciaux, bénéfices agricoles, bénéfices non commerciaux), ainsi que les règles relatives aux champs, taux, exonérations et régimes particuliers de la fiscalité directe des entreprises concernant l'impôt sur les sociétés et la cotisation sur la valeur ajoutée des entreprises.

#### Sous-direction «fiscalité des personnes» (C)
La sous-direction "fiscalité des personnes" élabore les règles relatives aux aspects généraux de l'impôt sur le revenu, ainsi que celles relatives aux traitements et salaires et aux revenus de l'épargne et du patrimoine, mobilier et immobilier. Elle est compétente en matière de taxes et participations assises sur les salaires, de prélèvements sociaux sur les revenus du patrimoine et les produits de placement, de droits de mutation à titre gratuit (droits de succession et de donation) et d'impôt sur la fortune immobilière.

#### Sous-direction «fiscalité des transactions, fiscalité énergétique et environnementale» (D)
La sous-direction "fiscalité des transactions, fiscalité énergétique et environnementale" élabore en droit interne et négocie dans les enceintes européennes et internationales l'ensemble des règles relatives à la taxe sur la valeur ajoutée (TVA) et à la fiscalité énergétique. Elle élabore aussi les règles relatives à la fiscalité portant sur les biens et sur les services, ainsi que celles relatives aux taxes à finalité environnementale ou comportementale.

#### Sous-direction «questions européennes et relations internationales» (E)
La sous-direction "affaires européennes et internationales" élabore et négocie les règles de fiscalité internationale, dont les normes d’échanges d’informations à des fins fiscales, et les conventions fiscales, dont elle assure par ailleurs l'interprétation. Elle est également chargée des questions européennes, des comparaisons internationales et de la coordination des travaux au sein de l'OCDE. Elle négocie pour le ministère l’évolution des règles de taxation des groupes multinationaux les plus profitables (« pilier 1 » de la réforme de la fiscalité internationale) et d’imposition minimale des groupes multinationaux (« pilier 2 » de la réforme de la fiscalité internationale).

#### Sous-direction «fiscalité locale» (F)
La sous-direction "fiscalité locale" élabore les règles relatives à la fiscalité locale des professionnels et des particuliers. Elle est compétente en matière de régimes fiscaux en faveur des entreprises qui ne s’appliquent qu’à certaines parties du territoire (régimes « zonés ») et de règles de gouvernance de la fiscalité locale (règles de vote et de délibération des collectivités locales notamment).

## Historique

### Fondation des trois régies financières sous le Consulat
Si la mission régalienne d’établissement de l’impôt est exercée par l’État en France depuis l’époque médiévale, les prémices de la direction de la législation fiscale remontent à la Révolution française, qui institue un monopole fiscal de l’État en supprimant les prélèvements seigneuriaux et ecclésiastiques.
Au cours du XIXe siècle, les fonctions d’ordonnancement de l’impôt (établissement de l’impôt, son contrôle et sa liquidation) s’organisent autour de trois régies financières, spécialisées par type de prélèvement :
- la direction des contributions directes, établie par la loi du 24 novembre 1799[4], responsable de l’assiette des impôts directs (notamment des « quatre vieilles » que sont les contributions foncière et mobilière, la patente et l’impôt sur les portes et fenêtres) ;
- la direction générale de l’Enregistrement, instituée par un arrêté du 20 septembre 1801, chargée des droits d’enregistrement, de papier timbré et d’hypothèques ;
- la direction générale des Contributions indirectes, créée par un décret du 21 mars 1804, responsable des différents impôts indirects (octrois, droits sur les ventes de boissons…).

### Création de la direction générale des impôts en 1948
Par un décret du 16 avril 1948, les trois grandes directions chargées des contributions directes et indirectes et des droits d’enregistrement sont supprimées et fusionnées dans la direction générale des Impôts (DGI). L’élaboration de la législation fiscale est alors confiée à un service de coordination commun à l’ensemble de la DGI.

### Le service de la législation fiscale (1977-1998)
En 1977, le service chargé de la conception des textes fiscaux au sein de la direction générale des Impôts devient un service autonome directement rattaché au ministre du budget, le service de la législation fiscale (SLF). Cette autonomisation s’expliquerait par la volonté des ministres d’alors, estimant n’avoir pas été pleinement éclairés par l’administration fiscale sur les conséquences de l’instauration de la taxe professionnelle en remplacement de la patente, en 1976, de disposer d’une administration en mesure de fournir un conseil indépendant et non excessivement influencé par les contraintes de gestion interne de la DGI,.

### Création de la direction de la législation fiscale en 1998
Par un décret du 2 novembre 1998, le service de la législation fiscale est transformé en direction de la législation fiscale (DLF), rattachée à la direction générale des Impôts. Adossée à cette dernière pour sa gestion matérielle, budgétaire et RH, elle conserve son autonomie sur le fond de ses analyses. Le directeur de la législation est nommé par le ou les ministres de tutelle de la direction, qui fixe(nt) ses objectifs et l’évalue(nt).
Depuis 2008, la DLF est rattachée à la direction générale des Finances publiques (DGFiP), créée cette même année par fusion de la  direction générale de comptabilité publique et de la direction générale des Impôts Si la DGFiP est placée sous l’autorité du ministre du budget, la DLF assure ses missions, selon les décrets d’attribution et les configurations gouvernementales, sous l’autorité du ministre chargé de l’économie ou sous l’autorité conjointe de ce dernier et du ministre chargé du budget,,
| Directeurs du service de la législation fiscale     |                    |
| Identité                                            | Période d’activité |
| Delmas-Marsallet Jacques                            | 1977-1983          |
| Careil Patrick                                      | 1983-1985          |
| Cahart Patrice                                      | 1985-1987          |
| Lemierre Jean                                       | 1987-1989          |
| Taly Michel                                         | 1989-1995          |
| Forget Patrice                                      | 1995-1998          |
| Directrices et directeurs de la législation fiscale |                    |
| Le Floch-Louboutin Hervé                            | 1998-2004          |
| Le Petit Marie-Christine                            | 2004-2012          |
| Bied-Charreton Véronique                            | 2012-2017          |
| Pourreau Christophe                                 | 2017-2023          |
| Martel Laurent                                      | 2023-              |

### Textes publiés auJournal officiel
1. 1 2  Décret no 2008-310 du 3 avril 2008 relatif à la direction générale des finances publiques
2. ↑  Arrêté du 20 décembre 2019 portant organisation de la direction générale des finances publiques
3. ↑  Décret no 98-978 du 2 novembre 1998 relatif à la direction générale des impôts
4. ↑  Décret no 77-687 du 28 juin 1977 portant création d’un service de la législation fiscale au ministère de l’économie et des finances
5. ↑  Décret du 23 août 2023 portant nomination d'un directeur à l'administration centrale du ministère de l'économie, des finances et de la souveraineté industrielle et numérique - M. MARTEL (Laurent) (lire en ligne)

### Autres sources
1. ↑  Dussart 2011.
2. 1 2 3  Beltrame 2023, p. 274.
3. ↑  Navis fiscal, DC, VI, §580.
4. ↑  Grosclaude, Marchessou et Trescher 2023, p. 73.
5. 1 2  Régis Vabres, Droit fiscal 2024, Dalloz, 20 juin 2024, 4e éd., 696 p. (ISBN 978-2-247-23054-9), p. 14
6. 1 2 3 4  Antoine Magnant, « Le rôle de la Direction générale des finances publiques dans l’élaboration de la loi fiscale », Revue française de finances publiques, no 164,‎ 1er novembre 2023, p. 39 (ISSN 0294-0833, lire en ligne )
7. ↑  Dussart 2011, p. 12.
8. 1 2 3 4  Dussart 2011, p. 13.
9. 1 2 3 4  Dussart 2011, p. 14.
10. ↑  « La Lettre de la DAJ n°379 est en ligne ! », sur www.economie.gouv.fr (consulté le 30 janvier 2025)
11. ↑  Taly 2016.
12. ↑  « CF - Organisation du contrôle fiscal - Services chargés du contrôle de l'impôt »  [PDF], sur bofip.impots.gouv.fr
13. ↑  « Galrapport », sur rapportgallica.bnf.fr (consulté le 21 février 2025)
14. ↑  Jean-Marie Pontier, « VI. Le cinquième risque », Annuaire des Collectivités Locales, vol. 29, no 1,‎ 2009, p. 91–103 (DOI 10.3406/coloc.2009.2058, lire en ligne, consulté le 21 février 2025)
15. ↑  « Fiscalité-Historique », sur www.economie.gouv.fr (consulté le 29 janvier 2025)
16. ↑  « Galrapport », sur rapportgallica.bnf.fr (consulté le 21 février 2025)
17. ↑  Les coulisses de la politique fiscale - Michel Taly - Puf - Grand format - Dalloz Librairie paris (lire en ligne)
18. ↑  Jacques Grosclaude et Philippe Marchessou, Procédures fiscales, Groupe Lefebvre Dalloz, 8 avril 2014 (ISBN 978-2-247-13576-9, lire en ligne)
19. ↑  « Fiscalité-Historique », sur www.economie.gouv.fr (consulté le 31 janvier 2025)

#### Générale
- Vincent Dussart, « La participation à la fabrication et à l’interprétation des normes fiscales », dans Michel Bouvier, La nouvelle administration financière et fiscale, LGDJ, 11 octobre 2011 (ISBN 978-2-275-03709-7).
- Pierre Beltrame, La fiscalité en France, Hachette Éducation, 30 août 2023, 27e éd., 168 p. (ISBN 978-2-017-19685-3, lire en ligne), chap. 7 (« L’administration de l’impôt »).
- Michel Taly, Les coulisses de la politique fiscale, PUF, 21 septembre 2016, 276 p. (ISBN 978-2-130-74984-4), chap. 2 (« La recherche de l’alchimie entre le politique et le technique »).

#### Manuels de cours et encyclopédies
- Documentation pratique fiscale (Navis Fiscal) - Dispositions communes (DC), Éditions Francis Lefebvre (lire en ligne), div. VI, §580-585
- Jacques Grosclaude, Philippe Marchessou et Bruno Trescher, Droit fiscal général, Dalloz, coll. « Cours Dalloz », 31 août 2023, 14e éd., 750 p. (ISBN 978-2-247-22596-5), §130-135
- Jacques Grosclaude, Philippe Marchessou et Bruno Trescher, Procédures fiscales, Dalloz, coll. « Cours Dalloz », 18 août 2022, 11e éd., 474 p. (ISBN 978-2-247-21658-1), §82-84